# Връбница-2
„Връбница-2“ е жилищен комплекс в Северозападна София разположен в едноименния район „Връбница“. Намира се североизточно от жк „Връбница-1“ и бул. „Ломско шосе“, югоизточно от жк „Обеля-2“, северозападно от жк „Надежда-4“ и западно от Северния парк и жк „Свобода“. Към 23 октомври 2003 г. населението на „Връбница-2“ е около 6900 жители. Живущите в комплекса се обслужват от XXIV Диагностично-консултативен център (наричан и 24-та поликлиника). Многофамилните жилищни сгради в района са едропанелни (от серия Бс-69-Сф) и ЕПК.
Жителите и посетителите на „Връбница-2“ ползват маршрутна линия 8, автобусни линии 26, 85, 108 и 285 и трамвайна линия 6. Кварталът има достъп до метростанция Бели Дунав и метростанция Ломско шосе на вторият метродиаметър на Софийското метро.

## Улици и произход на имената им
| Път                  | Наречен на                                  | Местоположение |
| -------------------- | ------------------------------------------- | -------------- |
| „Асен Трайков“       | ?                                           | Карта          |
| „Атанас Цветанов“    | ?                                           | Карта          |
| „Бели Дунав“         | Дунав, река в Европа                        | Карта          |
| „Борислав Кръстанов“ | ?                                           | Карта          |
| „Гайдарче“           | ?                                           | Карта          |
| „Златен клас“        | ?                                           | Карта          |
| „Костадин Хранов“    | ?                                           | Карта          |
| „Ломско шосе“        | Лом, град в Северозападна България          | Карта          |
| „Майска песен“       | „Майска песен“, стихотворение на Елин Пелин | Карта          |
| „Острова“            | Местен обект                                | Карта          |
| „Петър Михайлов“     | ?                                           | Карта          |
| „Тричко Велев“       | ?                                           | Карта          |